# Liche (poisson)
Pour les articles homonymes, voir Liche.
Taxons concernés
- Plusieurs espèces de la famille des Carangidae :
  - La Liche amie, Lichia amia
  - La Liche glauque, Trachinotus ovatus
  - La Liche vadigo, Campogramma glaycus
  - La Sériole chinchard, Seriola lalandimodifier

Le terme de  Liche désigne plusieurs espèces de poissons marins de bonne qualité gustative, appréciés également pour la pêche sportive, de la famille des Carangidae, fréquentant notamment les côtes françaises et méditerranéennes ; le mot vient du provençal lico, liche ou leiche. Ces poissons sont appelés leccia en Italie.
Le terme est habituellement réservé aux poissons du genre Lichia, auquel appartient la Liche amie, mais il s'étend également à d'autres espèces :
- La Liche commune, Liche amie, Liche né-bé, Grande liche, ou Fausse palomète
- La Liche glauque, Liche étoile, Palomète ou Palomine
- La Liche lirio, ou Liche vadigo

- La Sériole chinchard, est également appelée Liche en Polynésie française